# Генерал-губернаторство (Германия)
Польское генерал-губернаторство (нем. Generalgouvernement, пол. Generalne Gubernatorstwo, укр. Генеральна губернія) (1939—1945) — административно-территориальное образование на территории оккупированной в 1939 году нацистской Германией Польши. Некоторые регионы Польши (с такими крупными городами, как Катовице, Познань, Лодзь, территорией польского Поморья) были аннексированы нацистской Германией как рейхсгау или даже обычные районы и не входили в состав Генерал-губернаторства.

## История
Земли Польши носили название «Генерал-губернаторства» в составе Российской империи до образования Второй Республики (1918 год), таким образом, немцы восстановили государственное образование, существовавшее до Первой мировой войны.
Генерал-губернаторство Третьего Рейха было образовано 26 октября 1939 года в соответствии с приказом рейхсканцлера нацистской Германии Адольфа Гитлера от 12 октября 1939 года. До 31 июля 1940 года называлось нем. Generalgouvernement für die besetzten polnischen Gebiete («Генерал-губернаторство для оккупированных польских областей»), а после — нем. Generalgouvernement.
Генерал-губернаторство делилось на пять дистриктов (округов): дистрикт Краков, дистрикт Варшава, дистрикт Люблин и дистрикт Радом. В августе 1941 года в состав Генерал-губернаторства были включены также земли Восточной Галиции (пятый округ — дистрикт Галиция — с центром во Львове/Лемберге), которые с 1939 года находились в составе УССР.
Столицей Генерал-губернаторства был Краков. Губернатор Генерал-губернаторства — Ганс Франк (впоследствии казнён по приговору Нюрнбергского процесса). Заместителем Франка был Йозеф Бюлер (казнён в 1948 году).
На территории Генерал-губернаторства действовало законодательство Германии, однако большинство его жителей не имело статуса граждан Германии и во многом были ограничены в правах. Нацисты не пытались создать какого-либо марионеточного польского правительства, вся администрация была чисто немецкой.
Население было разделено на несколько категорий, имевших различный статус в смысле материального обеспечения и гражданских прав; наибольшие права имели немцы из Германии (райхсдойче), затем шли местные немцы (фольксдойче), члены семей первых двух категорий, украинцы, поляки-гурали (которых оккупанты объявили особым народом — Goralenvolk), прочие поляки и, наконец, евреи. При этом Ганс Франк руководствовался принципом divide et impera: по крайней мере в начале германские власти давали заметные культурные и экономические преимущества украинцам.
В Генерал-губернаторстве располагалось много нацистских концлагерей и лагерей смерти, в том числе Треблинка, Белжец, Собибор, Травники, Майданек, и пр., где с 1942 велось организованное физическое уничтожение евреев, а также других узников. Значительная часть поляков была вывезена на работы в тяжёлых условиях в Германию; какое-либо организованное обучение и культурное развитие поляков не велось. Разрабатывался генеральный план «Ост», предусматривавший планомерное онемечивание, а затем (после победы над СССР), выселение подавляющего количества поляков в Южную Америку для создания собственного государства на территории южноамериканских колоний Великобритании, Франции и Нидерландов; освободившиеся территории предстояло заселить немецкими «колонистами».
Генерал-губернаторство под руководством министра финансов оберфюрера СС Германа Сенковски проводило эмиссию злотых «Эмиссионного банка в Польше» (в просторечии «млынарки», надписи на банкнотах на польском языке) и выпускало почтовые марки с немецкой надписью «Германский рейх. Генерал-губернаторство».
На издававшихся в СССР в 1940—1941 географических картах (в соответствии с Договором о ненападении между Германией и Советским Союзом и Договором «О дружбе и границе») Генерал-губернаторство именовалось «Область государственных интересов Германии». Обозначенная на этих картах граница между Областью государственных интересов Германии и Германией соответствовала государственной границе Германской империи с Российской империей и Австро-Венгрией до Первой мировой войны и не совпадала с фактической границей Генерал-губернаторства. Граница собственно Германии Генерал-губернаторства частично совпадала с линией Польской пограничной полосы 1917-18 гг.
По личному приказу Гитлера в Генерал-губернаторстве происходили аресты и расстрелы польских граждан (см. Intelligenzaktion). С 1 марта до конца мая 1940 года там было арестовано около 3 тысяч наиболее видных поляков — учёных, фабрикантов, общественных деятелей и т. д. Все они были расстреляны в Пальмирах, под Варшавой.
Гитлер говорил:
Безусловно, следует помнить, что польское дворянство должно исчезнуть, как бы жестоко это ни звучало. Его необходимо уничтожить повсеместно. (…) Двух господ, стоящих бок о бок, не может и не должно быть. Посему все представители польской интеллигенции подлежат уничтожению
В ходе Висло-Одерской стратегической наступательной операции 1945 года Рабоче-крестьянская Красная армия полностью овладела западной частью территории Генерал-губернаторства. 19 января 1945 года войска 1-го Украинского фронта взяли Краков. Вместо прекратившего существование немецкого Генерал-губернаторства была образована Польская Народная Республика, а само губернаторство было признано преступной организацией по решению Верховного национального трибунала Польши.